# Hamburg-Marathon

Hamburg-Marathon 2008: Spitzengruppe etwa bei km 14,3 beim Verlassen des Wallringtunnels; im Hintergrund links der Hamburger Hauptbahnhof

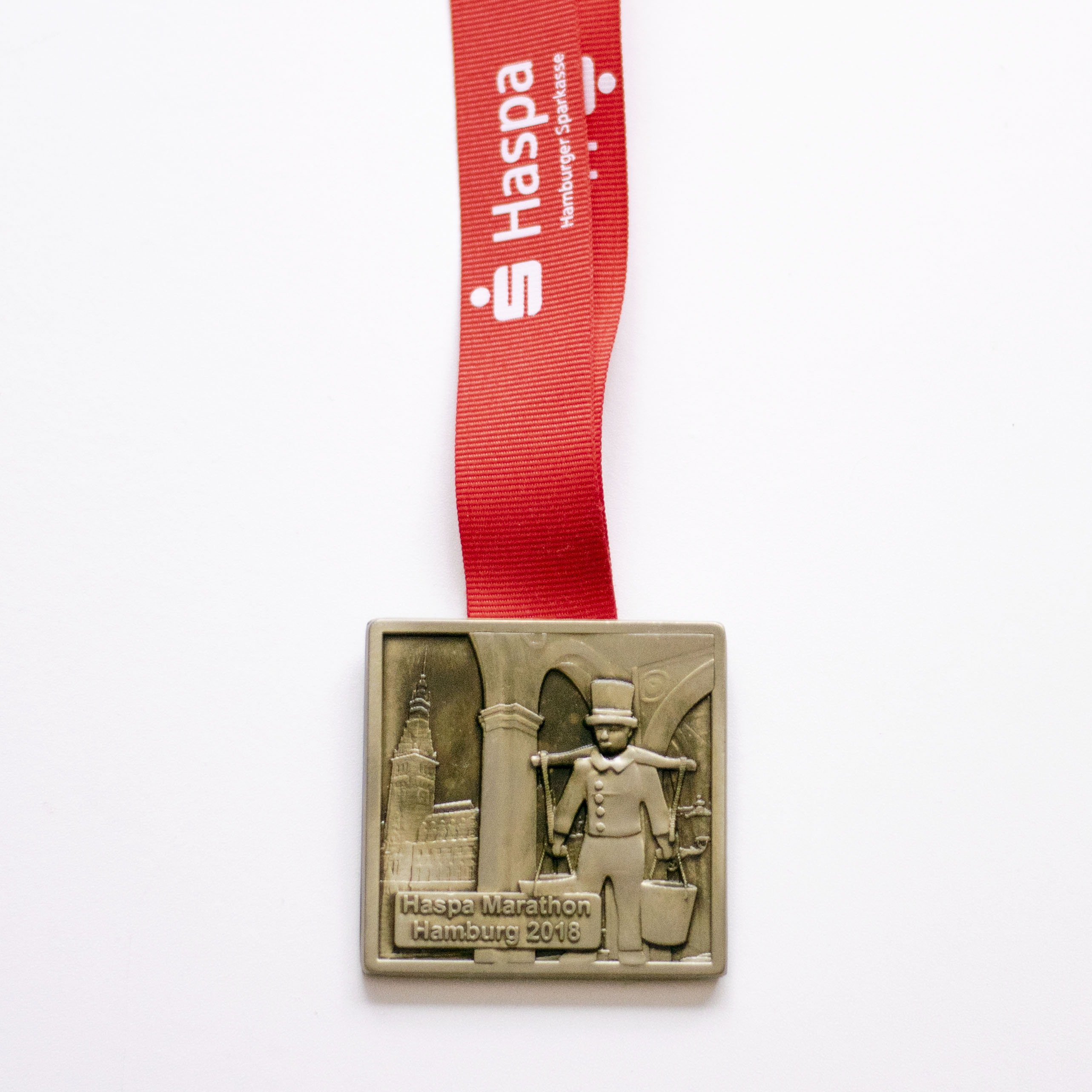
Finishermedaille vom Haspa Marathon 2018

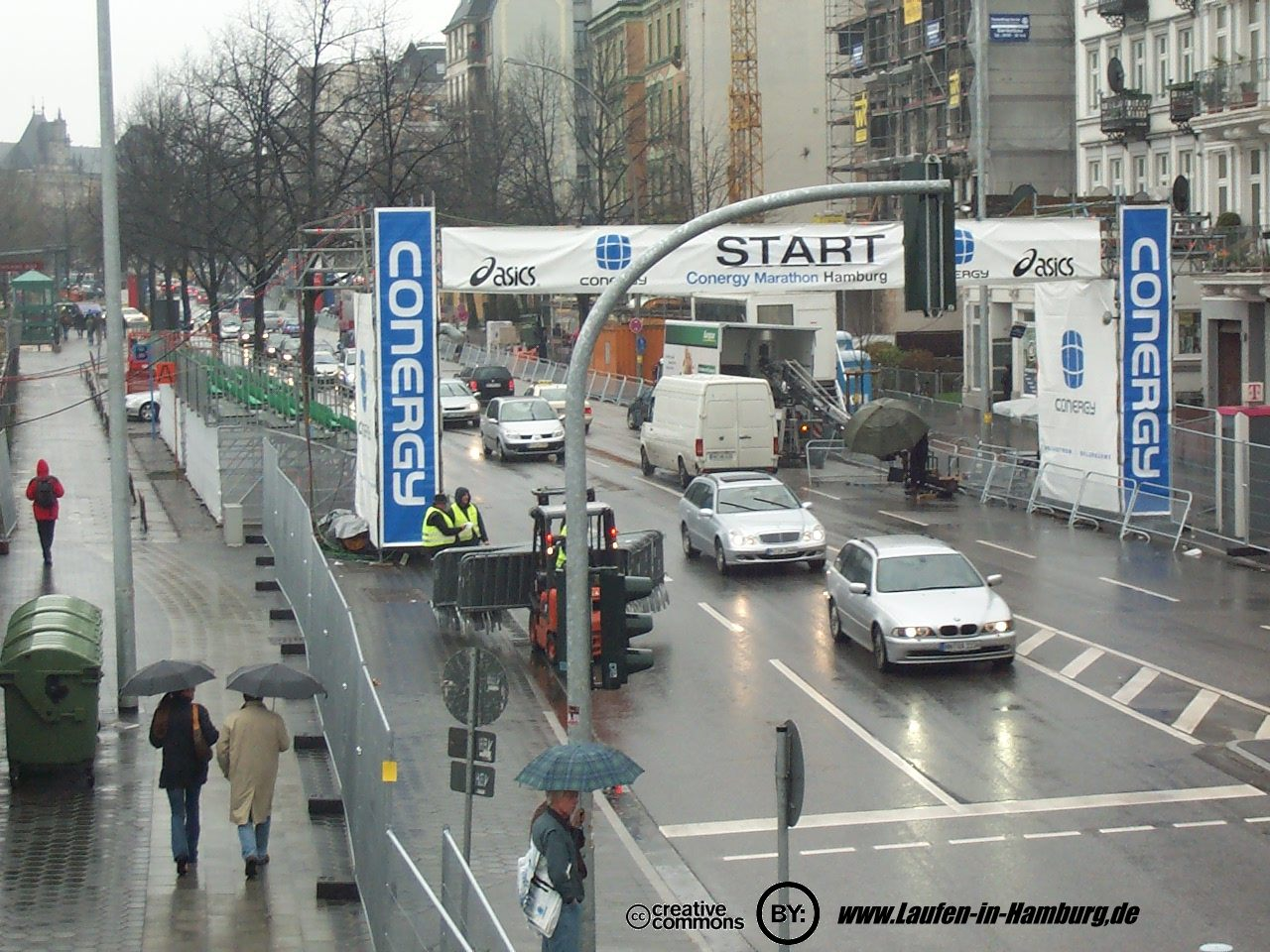
2006: Erster Startblock, Karolinenstraße (Messehallen)

Der Hamburg-Marathon (seit 12. Juli 2010 offiziell „Haspa Marathon Hamburg“) ist ein bedeutender deutscher Straßen- und Volkslauf, der jährlich, in der Regel am letzten oder vorletzten Aprilsonntag, in Hamburg stattfindet.

## Strecke
Der nach den Richtlinien von DLV und AIMS vermessene Rundkurs ist seit 1986 einige Male leicht verändert worden. Bis 2008 war das Ziel in der Karolinenstraße. Von 2008 bis 2012 waren Start und Ziel auf Reeperbahn bzw. Heiligengeistfeld verlegt worden. Seit 2013 befinden sich Start und Ziel in der Karolinenstraße.
Der ehemals auf drei Blöcke in drei Straßen aufgeteilte Start ist 2008 zudem zu einem Korridor zwischen dem Ostende der Reeperbahn und dem Millerntordamm zusammengefasst worden. 2013 lag der Start für alle Starter direkt an der Ziellinie. Immer führte die Strecke über die Reeperbahn (2006 baustellenbedingt km 1–3 stattdessen über die Simon-von-Utrecht-Straße) nach Westen, entlang der Elbe über die Palmaille durch Altona zurück in die Innenstadt (Jungfernstieg, Lombardsbrücke) und umrundet die Alster in einem weiten Bogen über Barmbek, City Nord, Ohlsdorf, Groß Borstel, Eppendorf, Hoheluft-Ost, Harvestehude und Rotherbaum.
Von 2003 bis 2012 führte die Strecke über die Rothenbaumchaussee statt über den Harvestehuder Weg. Seit 2013 geht es über den Harvestehuder Weg, die Alte Rabenstraße und dann den Mittelweg zum Dammtor.

## Geschichte

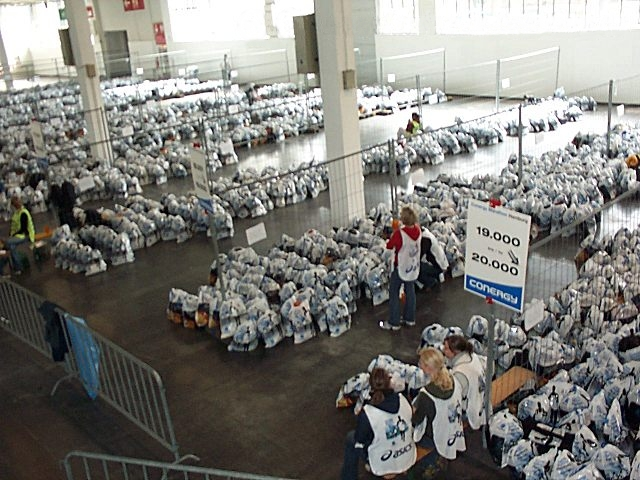
Hamburg-Marathon 2006: Ca. 17000 Kleiderbeutel warten auf ihre Besitzer

Der erste Hamburg-Marathon fand 1986 mit ca. 8000 Läufern statt und löste den von 1977 bis 1987 in Hamburg-Neugraben ausgetragenen Süderelbe-Marathon ab. Der Veranstaltungstermin lag 1986 sowie 1989 bis 1993 im Mai, in allen anderen Jahren Mitte bis Ende April. Der Lauf hieß ursprünglich „hanse-Marathon“ oder „Hamburg-Marathon“ und trägt seit 1991 den Namen des jeweiligen Titelsponsors oder einer seiner Marken: „Shell-Hanse-Marathon“ (1991–1997), „Shell-Marathon“ (1998 und 1999), „Hansaplast-Marathon“ (2000–2002), „Olympus-Marathon“ (2003–2005) und „Conergy Marathon“ (2006–2008). Für 2009 war der Marathon zunächst ohne Titelsponsor ausgeschrieben und hieß „Marathon Hamburg“. Am 31. März 2009 wurde Möbel Kraft als neuer Titelsponsor vorgestellt. Der Hamburg-Marathon war im Jahr 2005 mit über 16.000 Finishern, nach dem Berlin-Marathon, der zweitgrößte Marathon in Deutschland sowie der zehntgrößte der Welt. 56 Läufer erreichten bei allen Austragungen von 1986 bis 2008 stets das Ziel.
Der Hamburg-Marathon ist regelmäßig Austragungsort der Hamburger Marathon-Landesmeisterschaft und bis 2005 auch regelmäßig der Bremer Marathon-Meisterschaft. 1988, 1995, 1999 und 2011 trug der DLV die Deutschen Meisterschaften im Rahmen des Hamburg-Marathons aus. 2006 und 2007 (abgesagt: 2008) trug der Deutsche Behindertensportverband seine Deutschen Marathon-Meisterschaften in Hamburg aus.
Wegen der COVID-19-Pandemie wurde der für den 19. April 2020 geplante 35. Hamburg-Marathon abgesagt. Am 17. Dezember 2020 musste der für den 25. April 2021 geplante Marathon vom Veranstalter, in Absprache mit den Hamburger Behörden, erneut abgesagt werden. Er wurde in verkleinerter Form am 12. September 2021 ausgetragen.
Am 24. April 2022 wurden in Hamburg neue Streckenrekorde aufgestellt. Die Äthiopierin Yalemzerf Yehualaw reihte sich mit 2:17:23 h zudem auf Rang 6 in der ewigen Marathon-Weltbestenliste ein.

## Organisation
Veranstalter ab der ersten Austragung 1986 war der Hamburger Leichtathletik-Verband (HLV). Für einige Jahre (bis 1996) wurde mit dem hanse-Marathon Hamburg e. V. eigens ein Trägerverein für die Veranstaltung gegründet. Anfang 2007 wurden die Lizenzrechte für die Jahre 2008 bis 2012 an die Act Agency GmbH verkauft, der Vertrag aber im Juli 2011 vorzeitig aufgelöst. Hauptorganisator der Veranstaltung war von 1986 bis 1996 Wolfgang Kucklick. Renndirektor von 1997 bis einschließlich 2011 war Wolfram Götz. Seit 2012 wird die Veranstaltung von der Marathon Hamburg Veranstaltungs GmbH organisiert, einer hundertprozentigen Tochter des Hamburger Leichtathletik-Verbandes.
2009 und erneut für 2013 ist der Lauf von der IAAF als „Gold Label Road Race“ eingestuft worden. Zwischen 1998 und 2005 gab es neben dem Marathonlauf für Läufer und Rollstuhlfahrer zusätzlich einen Inlineskater-Wettbewerb. Der Hamburg-Marathon gilt als einer der Marathons mit den meisten Zuschauern.

## Statistik

### Streckenrekorde
- Männer: 2:03:46 h, Amos Kipruto (KEN), 2025
- Frauen: 2:17:23 h, Yalemzerf Yehualaw (ETH), 2022

Damit rangiert der Hamburg-Marathon, mit 4:21:09 h, auf der Liste der schnellsten Marathonveranstaltungen (ermittelt durch Addition der Streckenrekorde) auf Platz 9 weltweit.

### Siegerliste
Quelle: u. a. Website des Veranstalters, ARRS
| Datum         | Männer                   | Nation                 | Zeit    | Frauen                  | Nation         | Zeit    |
| ------------- | ------------------------ | ---------------------- | ------- | ----------------------- | -------------- | ------- |
| 27. Apr. 2025 | Amos Kipruto             | Kenia                  | 2:03.46 | Workenesh Edesa         | Äthiopien      | 2:17:55 |
| 28. Apr. 2024 | Bernard Kiprop Koech -2- | Kenia                  | 2:04:24 | Irene Cheptai           | Kenia          | 2:18:21 |
| 23. Apr. 2023 | Bernard Kiprop Koech     | Kenia                  | 2:04:09 | Dorcas Tuitoek          | Kenia          | 2:20:09 |
| 24. Apr. 2022 | Cybrian Kotut            | Kenia                  | 2:04:47 | Yalemzerf Yehualaw      | Äthiopien      | 2:17:23 |
| 12. Sep. 2021 | Martin Musau             | Uganda                 | 2:10:14 | Gadise Mulu             | Äthiopien      | 2:26:19 |
| 19. Apr. 2020 | n/a                      | n/a                    | n/a     | n/a                     | n/a            | n/a     |
| 28. Apr. 2019 | Tadu Abate               | Äthiopien              | 2:08:26 | Dibabe Kuma             | Äthiopien      | 2:24:42 |
| 29. Apr. 2018 | Solomon Deksisa          | Äthiopien              | 2:06:34 | Shitaye Eshete          | Bahrain        | 2:24:51 |
| 23. Apr. 2017 | Tsegaye Mekonnen         | Äthiopien              | 2:07:26 | Jéssica Augusto         | Portugal       | 2:25:30 |
| 17. Apr. 2016 | Tesfaye Abera            | Äthiopien              | 2:06:59 | Meselech Melkamu        | Äthiopien      | 2:21:55 |
| 26. Apr. 2015 | Lucas Kimeli Rotich      | Kenia                  | 2:07:17 | Meseret Hailu           | Äthiopien      | 2:25:41 |
| 4. Mai 2014   | Shumi Dechasa            | Äthiopien              | 2:06:43 | Georgina Rono           | Kenia          | 2:26:47 |
| 21. Apr. 2013 | Eliud Kipchoge           | Kenia                  | 2:05:30 | Diana Lobačevskė        | Litauen        | 2:29:17 |
| 29. Apr. 2012 | Shami Abdulahi           | Äthiopien              | 2:05:58 | Netsanet Achamo         | Äthiopien      | 2:24:12 |
| 22. Mai 2011  | Gudisa Shentema          | Äthiopien              | 2:11:03 | Fatuma Sado             | Äthiopien      | 2:28:30 |
| 25. Apr. 2010 | Wilfred Kibet Kigen      | Kenia                  | 2:09:22 | Sharon Jemutai Cherop   | Kenia          | 2:28:38 |
| 26. Apr. 2009 | Solomon Tsige            | Äthiopien              | 2:11:47 | Alessandra Aguilar      | Spanien        | 2:29:01 |
| 27. Apr. 2008 | David Mandago Kipkorir   | Kenia                  | 2:07:23 | Irina Timofejewa        | Russland       | 2:24:14 |
| 29. Apr. 2007 | Rodgers Rop              | Kenia                  | 2:07:32 | Ayelech Worku           | Äthiopien      | 2:29:14 |
| 23. Apr. 2006 | Julio Rey -4-            | Spanien                | 2:06:52 | Robe Guta               | Äthiopien      | 2:24:35 |
| 24. Apr. 2005 | Julio Rey -3-            | Spanien                | 2:07:38 | Edith Masai             | Kenia          | 2:27:06 |
| 18. Apr. 2004 | Vanderlei de Lima        | Brasilien              | 2:09:39 | Emily Chepar Kimuria    | Kenia          | 2:28:57 |
| 27. Apr. 2003 | Julio Rey -2-            | Spanien                | 2:07:27 | Hellen Jemaiyo Kimutai  | Kenia          | 2:25:53 |
| 21. Apr. 2002 | Christopher Kandie       | Kenia                  | 2:10:17 | Sonja Oberem -2-        | Deutschland    | 2:26:21 |
| 22. Apr. 2001 | Julio Rey                | Spanien                | 2:07:45 | Sonja Oberem            | Deutschland    | 2:26:12 |
| 16. Apr. 2000 | Piotr Gładki             | Polen                  | 2:11:05 | Manuela Zipse           | Deutschland    | 2:31:37 |
| 25. Apr. 1999 | David Ngetich            | Kenia                  | 2:10:05 | Katrin Dörre-Heinig -2- | Deutschland    | 2:24:35 |
| 19. Apr. 1998 | Tendai Chimusasa         | Simbabwe               | 2:10:57 | Katrin Dörre-Heinig     | Deutschland    | 2:25:21 |
| 27. Apr. 1997 | Stephen Kirwa            | Kenia                  | 2:10:37 | Renata Sobiesiak        | Polen          | 2:29:27 |
| 21. Apr. 1996 | Petr Pipa                | Slowakei               | 2:16:22 | Krystyna Pieczulis      | Polen          | 2:40:02 |
| 30. Apr. 1995 | Antonio Fabián Silio     | Argentinien            | 2:09:57 | Angelina Kanana -2-     | Kenia          | 2:27:23 |
| 24. Apr. 1994 | Eduard Tuchbatullin      | Russland               | 2:12:58 | Angelina Kanana         | Kenia          | 2:29:59 |
| 23. Mai 1993  | Richard Nerurkar         | Vereinigtes Königreich | 2:10:57 | Gabriela Wolf -2-       | Deutschland    | 2:34:36 |
| 24. Mai 1992  | Julius Sumawe            | Tansania               | 2:13:52 | Gabriela Wolf           | Deutschland    | 2:36:32 |
| 26. Mai 1991  | Jörg Peter -2-           | Deutschland            | 2:10:43 | Annette Fincke          | Deutschland    | 2:35:48 |
| 20. Mai 1990  | Jörg Peter               | DDR                    | 2:11:49 | Judit Nagy              | Ungarn         | 2:33:46 |
| 21. Mai 1989  | Nivaldo Filho            | Brasilien              | 2:13:21 | Jolanda Homminga        | Niederlande    | 2:40:28 |
| 24. Apr. 1988 | Martin Vrábel            | Tschechoslowakei       | 2:14:55 | Charlotte Teske -2-     | BR Deutschland | 2:30:23 |
| 26. Apr. 1987 | Karel Lismont -2-        | Belgien                | 2:13:46 | Charlotte Teske         | BR Deutschland | 2:31:49 |
| 25. Mai 1986  | Karel Lismont            | Belgien                | 2:12:12 | Magda Ilands            | Belgien        | 2:35:17 |

### Entwicklung der Finisherzahlen
Quelle: Website des Veranstalters
| Jahr | Gesamt | davon Frauen |
| ---- | ------ | ------------ |
| 2024 | 11.233 | 2.763        |
| 2023 | 08.635 | 2.040        |
| 2022 | 06.619 | 1.524        |
| 2021 | 01.980 | 0347         |
| 2020 | n/a    | n/a          |
| 2019 | 10.101 | 2.327        |
| 2018 | 09.988 | 2.352        |
| 2017 | 11.944 | 2.788        |
| 2016 | 12.096 | 2.706        |
| 2015 | 14.754 | 3.359        |
| 2014 | 12.869 | 2.818        |
| 2013 | 11.446 | 2.441        |
| 2012 | 10.310 | 2.046        |
| 2011 | 11.242 | 2.271        |
| 2010 | 14.168 | 2.939        |
| 2009 | 13.942 | 2.810        |
| 2008 | 15.770 | 3.180        |
| 2007 | 16.486 | 3.209        |
| 2006 | 16.382 | 3.132        |
| 2005 | 17.502 | 3.286        |
| 2004 | 15.612 | 2.707        |
| 2003 | 15.594 | 2.697        |
| 2002 | 17.118 | 3.019        |
| 2001 | 14.833 | 2.281        |
| 2000 | 13.173 | 1.922        |
| 1999 | 12.440 | 1.891        |
| 1998 | 09.788 | 1.335        |
| 1997 | 08.707 | 1.151        |
| 1996 | 07.653 | 1.024        |
| 1995 | 09.598 | 1.227        |
| 1994 | 07.849 | 1.031        |
| 1993 | 06.949 | 0774         |
| 1992 | 08.013 | 0932         |
| 1991 | 07.402 | 0813         |
| 1990 | 07.667 | 0799         |
| 1989 | 08.407 | 0773         |
| 1988 | 08.668 | 0902         |
| 1987 | 06.440 | 0520         |
| 1986 | 06.957 | 0633         |

### Siegerliste Halbmarathon
Seit 2018 wird parallel zum Hauptrennen auch ein Halbmarathon ausgetragen,
| Jahr | Männer               | Nation       | Zeit    | Frauen               | Nation      | Zeit    |
| ---- | -------------------- | ------------ | ------- | -------------------- | ----------- | ------- |
| 2022 | Julien Jeandrée      | Deutschland  | 1:08:29 | Sophie Wallner       | Deutschland | 1:17:15 |
| 2021 | Carsten Hoenig       | Deutschland  | 1:14:25 | Stephanie Strate     | Deutschland | 1:16:47 |
| 2020 | n/a                  | n/a          | n/a     | n/a                  | n/a         | n/a     |
| 2019 | Karol Grunenberg     | Deutschland  | 1:05:57 | Anna Ricarda Gerlach | Deutschland | 1:22:47 |
| 2018 | Panagiotis Karaiskos | Griechenland | 1:06:56 | Sabrina Mockenhaupt  | Deutschland | 1:15:13 |

### Siegerliste Rollstuhlfahrer
| Jahr | Männer               | Nation         | Zeit         | Frauen              | Nation          | Zeit            |
| ---- | -------------------- | -------------- | ------------ | ------------------- | --------------- | --------------- |
| 2017 | Thomas Fruehwirth    | Österreich     | 1:56:53      | keine Starterin     | keine Starterin | keine Starterin |
| 2016 | Timm Seestädt        | Deutschland    | 2:02:28      | keine Starterin     | keine Starterin | keine Starterin |
| 2015 | Steffen Helbing      | Deutschland    | 3:56:41      | keine Starterin     | keine Starterin | keine Starterin |
| 2014 | kein Starter         | kein Starter   | kein Starter | keine Starterin     | keine Starterin | keine Starterin |
| 2013 | Hartwig Marx -2-     | Deutschland    | 3:08:44      | keine Starterin     | keine Starterin | keine Starterin |
| 2012 | Alfred Hufnagl -2-   | Deutschland    | 1:52:59      | Natalie Simanowski  | Deutschland     | 2:20:56         |
| 2011 | Alfred Hufnagl       | Deutschland    | 1:49:20      | Yvonne Sehmisch -7- | Deutschland     | 2:04:57         |
| 2008 | Hartwig Marx         | Deutschland    | 3:05:05      | Lily Anggreny -6-   | Deutschland     | 2:15:09         |
| 2007 | Ralph Brunner -2-    | Deutschland    | 1:37:09      | Yvonne Sehmisch -6- | Deutschland     | 1:55:48         |
| 2006 | Ralph Brunner        | Deutschland    | 1:39:30      | Yvonne Sehmisch -5- | Deutschland     | 1:58:32         |
| 2005 | Heinz Frei -11-      | Schweiz        | 1:31:57      | Yvonne Sehmisch -4- | Deutschland     | 1:55:24         |
| 2004 | Heinz Frei -10-      | Schweiz        | 1:32:35      | Yvonne Sehmisch -3- | Deutschland     | 1:55:40         |
| 2003 | Heinz Frei -9-       | Schweiz        | 1:39:27      | Yvonne Sehmisch -2- | Deutschland     | 2:09:50         |
| 2002 | Heinz Frei -8-       | Schweiz        | 1:35:51      | Yvonne Sehmisch     | Deutschland     | 1:53:40         |
| 2001 | Heinz Frei -7-       | Schweiz        | 1:32:08      | Lily Anggreny -5-   | Deutschland     | 1:58:48         |
| 2000 | Sergei Schilow       | Russland       | 1:40:10      | Stefanie Petersen   | Deutschland     | 2:03:38         |
| 1999 | Heinz Frei -6-       | Schweiz        | 1:27:35      | Edith Hunkeler      | Schweiz         | 1:52:26         |
| 1998 | Heinz Frei -5-       | Schweiz        | 1:29:39      | Lily Anggreny -4-   | Deutschland     | 1:53:55         |
| 1997 | Heinz Frei -4-       | Schweiz        | 1:28:10      | Lily Anggreny -3-   | Deutschland     | 2:05:21         |
| 1996 | Heinz Frei -3-       | Schweiz        | 1:29:31      | Lily Anggreny -2-   | Deutschland     | 1:54:30         |
| 1995 | Heinz Frei -2-       | Schweiz        | 1:30:52      | Lily Anggreny       | Deutschland     | 1:56:53         |
| 1994 | Heinz Frei           | Schweiz        | 1:33:08      | keine Starterin     | keine Starterin | keine Starterin |
| 1993 | Robert Figl          | Deutschland    | 1:44:50      | keine Starterin     | keine Starterin | keine Starterin |
| 1992 | Friedhelm Müller -2- | Deutschland    | 1:45:01      | Heidi Kirste        | Deutschland     | 3:22:56         |
| 1991 | Markus Pilz -2-      | Deutschland    | 1:42:42      | Ingrid Lauridsen    | Dänemark        | 2:13:22         |
| 1990 | Markus Pilz          | BR Deutschland | 1:44:18      | Lilo Eisenbarth     | BR Deutschland  | 2:40:24         |
| 1989 | Friedhelm Müller     | BR Deutschland | 1:50:07      | Margit Quell        | BR Deutschland  | 2:20:04         |
| 1988 | Gregor Golombek -2-  | BR Deutschland | 1:58:42      | keine Starterin     | keine Starterin | keine Starterin |
| 1987 | Gregor Golombek      | BR Deutschland | 1:53:51      | keine Starterin     | keine Starterin | keine Starterin |
| 1986 | Hubert Foppe         | BR Deutschland | 2:07:26      | keine Starterin     | keine Starterin | keine Starterin |

### Siegerliste Handbiker
| Jahr | Männer                  | Nation      | Zeit    | Frauen                | Nation      | Zeit    |
| ---- | ----------------------- | ----------- | ------- | --------------------- | ----------- | ------- |
| 2015 | Kim Klüver Christiansen | Dänemark    | 1:06:11 | Christiane Reppe -2-  | Deutschland | 1:14:47 |
| 2014 | Bernd Jeffré            | Deutschland | 1:06:25 | Christiane Reppe      | Deutschland | 1:14:53 |
| 2013 | Vico Merklein           | Deutschland | 1:06:00 | Silke Pan             | Deutschland | 1:27:12 |
| 2008 | Wim Decleir -2-         | Belgien     | 1:09:18 | Andrea Eskau -4-      | Deutschland | 1:21:08 |
| 2007 | Edward Maalouf          | Kenia       | 1:13:23 | Andrea Eskau -3-      | Deutschland | 1:18:42 |
| 2006 | Wim Decleir             | Belgien     | 1:15:09 | Andrea Eskau -2-      | Deutschland | 1:15:59 |
| 2005 | Johann Mayrhofer -2-    | Österreich  | 1:14:48 | Andrea Eskau          | Deutschland | 1:23:06 |
| 2004 | Johann Mayrhofer        | Österreich  | 1:09:36 | Monique van der Voors | Niederlande | 1:21:42 |

## Inlineskating-Wettbewerb
Nachdem bereits 1997 der Berlin-Marathon ein Rennen für Speedskater anbot, gab es in Hamburg erstmals 1998 die „schnellen Roller“ im Programm. Bei der ersten Austragung gab es nur 351 Teilnehmer. Im folgenden Jahr starteten aufgrund der deutschen Meisterschaft im Marathon schon 1040 Skater. Aus dem auch international stark besetzten Feld konnten sich Tristan Loy und Christoph Zschätzsch absetzen, am Ende gewann Loy und Zschätzsch wurde deutscher Meister im Marathon. Bei den Frauen siegte Anne Titze überlegen.
Das Rennen hatte sich in der Szene etabliert und von nun an waren immer Spitzenläufer aus den USA, Frankreich sowie Dänemark und Belgien am Start. 2001 fuhr der Sieger mit den neuartigen Klapp-Skates, diese technische Neuheit konnte sich aber nicht durchsetzen. Auch zeigte sich der oberflächliche Umgang mit den Skatern: Normalerweise starteten die Frauen aus einem anderen Startblock als die Männer, einigen Spitzenläuferinnen wurde jedoch fälschlicherweise vom Veranstalter der Startblock der Männer zugewiesen. Trotz des zeitgleichen Starts profitierten diese Läuferinnen vom Windschatten der Männer. Als diese Frauen dann vor der eigentlichen Spitzengruppe der Damen ins Ziel kamen, wurden sie vom Veranstalter disqualifiziert.
Seinen Höhepunkt erreichte der Skatermarathon 2002. Neben der Rekordteilnehmerzahl von 2504 Skatern zählte das Rennen als Grand-Prix-Wertung für den Welt-Cup der Inline-Skater, der weltweit ranghöchsten Rennserie. Weiterhin wurden in diesem Jahr die European Master Championships, die Europameisterschaften der Senioren ausgetragen. Der Streckenrekord fiel aufgrund des hohen Niveaus und der großen Leistungsdichte. So fuhren im Hauptfeld der Herren innerhalb 10 Sekunden 53 Läufer über die Zeitmatte.
2005 wurde das Rennen aus dem Terminplan des World-Inline-Cups (WIC) gestrichen und die ersten World Masters, also Weltmeisterschaften für Senioren, durchgeführt. Dies war auch der letzte Skatermarathon im Rahmen des Hamburg-Marathons. Als Grund gab Renndirektor Wolfram Götz die niedrige Teilnehmerzahl an: „Nachdem sich die Zahl der Skater auf rund 500 reduziert hat, haben wir sie jetzt aus dem Programm genommen. Es hat sich nicht mehr gerechnet.“ Der leichte Teilnehmerrückgang war zurückzuführen auf das Abflachen des Inline-Skater-Booms, die hohe Startgebühr, sowie andere Veranstaltungen mit mehr Interesse für Speedskater.

### Siegerliste
| Jahr | Männer              | Nation     | Zeit    | Frauen             | Nation      | Zeit    | Teilnehmerzahl |
| ---- | ------------------- | ---------- | ------- | ------------------ | ----------- | ------- | -------------- |
| 2005 | Arnaud Gicquel -2-  | Frankreich | 1:07:30 | Hilde Goovaerts    | Belgien     | 1:23:34 | 1883           |
| 2004 | Luca Saggiorato     | Italien    | 1:06:43 | Laura Lardani      | Italien     | 1:19:59 | 1148           |
| 2003 | Massimiliano Presti | Italien    | 1:12:22 | Adelia Marra       | Italien     | 1:25:35 | 1809           |
| 2002 | Luca Presti         | Italien    | 1:06:33 | Alessandra Susmeli | Italien     | 1:13:37 | 2504           |
| 2001 | Arnaud Giquel       | Frankreich | 1:07:26 | Julie Glass        | USA         | 1:22:34 | 1846           |
| 2000 | Chad Hedrick        | USA        | 1:08:30 | Anne Titze -2-     | Deutschland | 1:18:23 | 1372           |
| 1999 | Tristan Loy         | Frankreich | 1:08:26 | Anne Titze         | Deutschland | 1:17:36 | 1040           |
| 1998 | Alban Cherdel       | Frankreich | 1:10:37 | Nathalie Barbotin  | Frankreich  | 1:20:24 | 0351           |

## Das Zehntel

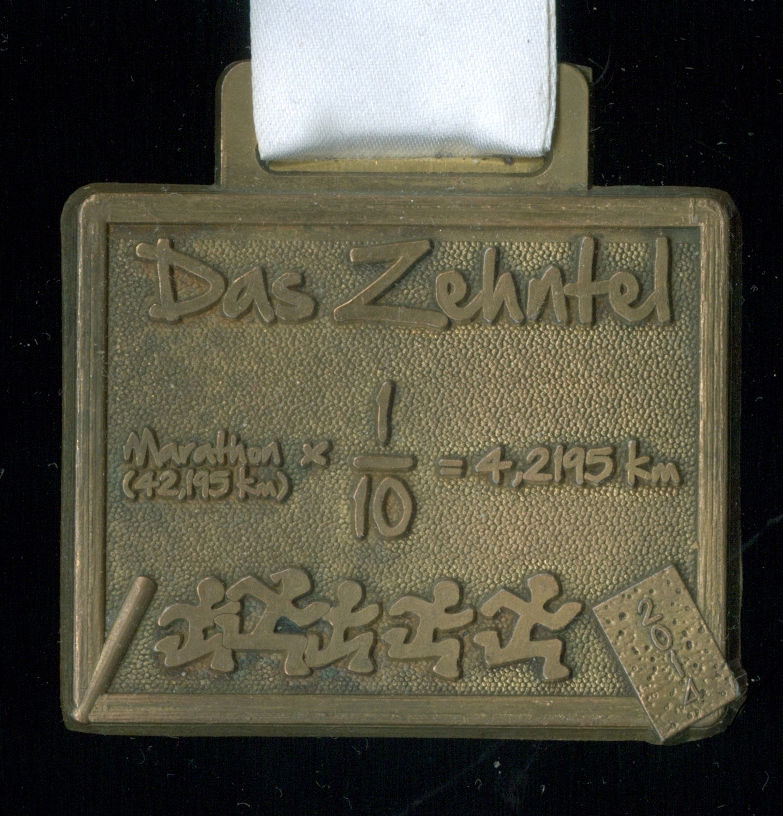
Finishermedaille 2014

Seit 1996 findet einen Tag vor dem Hamburg-Marathon ein Kinder- und Jugendmarathon statt, der über zehn Prozent der Strecke des Marathons für Erwachsene führt (4,2195 km) und deshalb „Das Zehntel“ genannt wird. Der Lauf begann und endete in der Glacischaussee. 2013 wurden Start und Ziel – wie auch für den Marathon – in die Karolinenstraße verlegt. Teilnahmeberechtigt sind Kinder zwischen 6 und 17 Jahren.
Die Anzahl der Teilnehmer steigerte sich Jahr für Jahr und überschritt 2019 erstmals die Marke von 10.000 Anmeldungen. Seit 2012 ist „Das Zehntel“ in die Läufe von Grundschülern und Schüler weiterführender Schulen aufgeteilt.
Den Streckenrekord hält seit 1997 Arne Gabius der damals als 16-Jähriger eine Siegerzeit von 11:38 min einstellte. Den Streckenrekord auf weiblicher Seite stellte 2013 die 17-jährige Mailin Struck auf.

### Tagesbestzeiten
Quelle: Website des Veranstalters
| Jahr | Männer                    | Zeit  | Frauen            | Zeit  |
| ---- | ------------------------- | ----- | ----------------- | ----- |
| 2025 | Jesse Hinsch              | 13:37 | Zoé Diettrich     | 15:12 |
| 2024 | Espen Hilgers -2-         | 13:33 | Kamila Zabusova   | 15:23 |
| 2023 | Espen Hilgers             | 14:10 | Lene Marlin Löwe  | 15:54 |
| 2022 | Christian Amanuel Tekeste | 13:25 | Elisa Unger       | 14:56 |
| 2021 | n/a                       | n/a   | n/a               | n/a   |
| 2020 | n/a                       | n/a   | n/a               | n/a   |
| 2019 | Jan Eric Büsing           | 13:07 | Lisa Hausdorf -3- | 14:32 |
| 2018 | Ole Grot -2-              | 13:42 | Lisa Hausdorf -2- | 15:37 |
| 2017 | Ole Grot                  | 13:56 | Lisa Hausdorf     | 15:38 |
| 2016 | Nils Haufe -2-            | 14:04 | Lara Brunner      | 15:54 |
| 2015 | Nils Haufe                | 14:12 | Mirja Thal        | 15:53 |
| 2014 | Hassan Ali                | 14:09 | Emma Kok          | 15:46 |
| 2013 | Dimitris Loukakis         | 13:41 | Mailin Struck     | 14:21 |
| 2012 | Lasse Nygaard Priester    | 12:36 | Fiametta Troxler  | 15:09 |
| 2011 | Arvid Baake               | 13:43 | Carolin Kirtzel   | 14:52 |
| 1997 | Arne Gabius               | 11:38 |                   |       |